# Simone Lia
Simone Lia  es una dibujante, historietista y guionista inglesa  y escritora.
Ha creado un número de libros infantiles incluyendo el Sueño de Billy Alubia, Siguiendo la Línea y Pequeño Gigante; y cómics como Mono y Leones Dorados y Cuchara.
Su novela gráfica Fluffy apareció en cuatro partes autopublicados antes de ser recogidos en un volumen por Jonathan Cape en 2007.
Fluffy es un conejo bebé quién está siendo vigilado por un hombre ansioso llamado Michael Pulcino. Michael intenta hacerlo claro a Fluffy que no es su papá, pero Fluffy aparece para ser negado.
Es también notable por su trabajo con Tom Gauld, quien conoció en la Universidad Real de Arte. Juntos autopublicaron los cómics Primero y Segundo, bajo su editorial Cabanon Press. Los dos volúmenes fueron luego publicados juntos por Bloomsbury Publicando en 2003, como Ambos.
Ha dibujado Salchicha y Zanahorias para El DFC y Lucie para El Fénix.